# Majestik Zouk
Albums de Kassav
Vini pou
(1987) Tékit izi
(1992)
Majestik Zouk est le dixième album du groupe antillais Kassav sorti en 1989. Il a été double disque d'or.

## Pistes
1. Sé dam' bonjou
2. Djoni
3. Wép
4. Raché tché
5. Ou lé
6. Dézodiè
7. Konkibin
8. Doméyis
9. An mwé
10. Apré zouk la

## Musiciens
- Chant lead : Patrick Saint-Éloi, Jocelyne Béroard et Jean-Philippe Marthély
- Guitares/chant : Jacob Desvarieux
- Basse : Georges Décimus
- Claviers/Chant : Jean-Claude Naimro
- Claviers: Jacques Douglas Mbida
- Batterie: Claude Vamur
- Percussions: César Durcin
- Saxophones : Claude Thirifays
- Trompettes : Jean Pierre Ramirez et Freddy Hovsepian
- Trombone : Hamid Belhocine et Claude Romano
- Chœurs : Catherine Laupa et Marie Josée Gibon

## Musiciens Additionnels
- Guitares : Dominique Gengoul
- Percussions: Roger Raspail
- Chœurs : Sylvie Aioun, Édith Lefel, Becky Bell, Yvonne Jones, Jean-Luc Alger, Michel Costa et Georges Costa
- Trompette : Steve Madaio
- Saxophones : Mauricio Smith et Don Myrick
- Trombone : Louis Satterfield